# 634 v.Chr.
Het jaar 634 v.Chr. is een jaartal volgens de christelijke jaartelling.

## Gebeurtenissen

### Klein-Azië
- De Cimmeriërs worden door de Scythen verslagen. Lydië en Frygië worden geplunderd.
- In Lydië verschijnen de eerste munten. Zij worden vervaardigd van klompjes elektrum dat gevonden wordt in de rivieren van het gebied en voorzien van een gegraveerd opschrift dat hun waarde garandeert.

### Griekenland
- Epaenetus wordt benoemd tot archont van Athene.